# Киота (Оклахома)
Киота (енгл. Keota) град је у америчкој савезној држави Оклахома.

## Демографија
По попису из 2010. године број становника је 564, што је 47 (9,1%) становника више него 2000. године.
| Група             | 2000.       | 2010.       |
| Белци             | 415 (80,3%) | 417 (73,9%) |
| Афроамериканци    | 0 (0,0%)    | 0 (0,0%)    |
| Азијати           | 1 (0,2%)    | 8 (1,4%)    |
| Хиспаноамериканци | 25 (4,8%)   | 23 (4,1%)   |
| Укупно            | 517         | 564         |